# 65
El año 65 (LXV) fue un año común comenzado en martes del calendario juliano, en vigor en aquella fecha.
En el Imperio romano, era conocido como el Año del consulado de Nerva y Vestino (o menos frecuentemente, año 818 Ab urbe condita). La denominación 65 para este año ha sido usado desde principios del período medieval, cuando el Anno Domini se convirtió en el método prevalente en Europa para nombrar a los años.

## Acontecimientos
- Fin del Reino del Ponto.
- Columela escribe De Re rustica en 12 tomos (fecha aproximada);[1] otras fuentes señalan el año 42.[2]
- Dioscórides escribe De Materia Medica, obra de carácter farmacéutico.
- Se produce la "conspiración de Pisón", un complot contra el emperador romano Nerón.

## Nacimientos
- Tiberio Claudio Ático Herodes, noble grecorromano.
- Tiberio Claudio Máximo, militar romano.
- Filopapo, príncipe de Comagene

## Fallecimientos
- Séneca, filósofo, dramaturgo y político hispanorromano cordobés, se suicida por orden del emperador, antiguo tutor de Nerón, este año se vio involucrado en una conspiración para asesinarle.[3]
- Popea Sabina.
- Marco Anneo Lucano, poeta cordobés, autor de Farsalia, en la que exalta a Pompeyo y ataca a Julio César.[3]